# Olivier Schmitthaeusler

Bischofswappen von Olivier Schmitthaeusler

Olivier Schmitthaeusler MEP (* 26. Juni 1970 in Straßburg, Frankreich) ist ein römisch-katholischer Ordensgeistlicher und Apostolischer Vikar von Phnom-Penh.

## Leben
Olivier Schmitthaeusler trat nach seinem naturwissenschaftlichen Abschluss an der Universität Straßburg 1989 in das Straßburger Priesterseminar ein. Von 1991 bis 1994 war er Dozent für Französisch an der katholischen Sapientia-Universität in Hyōgo, Japan. 1996 absolvierte er einen Master-Abschluss in Fundamentaltheologie. 1997/98 absolvierte er einen MAS und wurde promoviert. 1997 trat er der Ordensgemeinschaft der Pariser Mission (Société des Missions Etrangères de Paris MEP) bei und wurde 1997 zum Diakon geweiht. Am Institut Catholique de Paris studierte er Bibelwissenschaften (Bachelor 1998). Olivier Schmitthaeusler empfing am 28. Juni 1998 die Priesterweihe. Er erlernte von 1998 bis 2001 die kambodschanische Sprache und war von 2002 bis 2006 als Seelsorger in Kampot. Von 2003 bis 2005 unterrichtete er Kirchengeschichte am Priesterseminar in Phnom-Penh. 2003 gründete er einen Kindergarten und die Schule „St. Francis School Complex Takeo“; 2006 gründete er das „John Paul II Center for Life“, das vor allem Familien mit AIDS-Fällen betreut.
Papst Benedikt XVI. ernannte ihn am 24. Dezember 2009 zum Titularbischof von Catabum Castra und bestellte ihn zum Apostolischer Koadjutorvikar von Phnom-Penh in Kambodscha. Die Bischofsweihe am 20. März 2010 spendete ihm Émile Destombes MEP, Apostolischer Vikar von Phnom-Penh; Mitkonsekratoren waren Erzbischof Salvatore Pennacchio, Nuntius in Kambodscha, und der Straßburger Weihbischof, Christian Kratz. Er ist zudem Generalvikar in Phnom Penh und Sekretär der kambodschanischen Bischofskonferenz. 2009 gründete er das „Higher Institute of Saint Paul - Computers et Agriculture“ in der Provinz Takeo.
Mit dem Rücktritt von Émile Destombes am 1. Oktober 2010 folgte er diesem als Apostolischer Vikar von Phnom-Penh nach. Mit Pierre Suon Hangly stellte ihm Papst Leo XIV. am 28. Juni 2025 einen Koadjutorvikar zur Seite.